# Aechmea roeseliae
Aechmea roeseliae é uma espécie de planta da família das bromeliáceas. É endêmica do Equador.